# Victoria Sordo

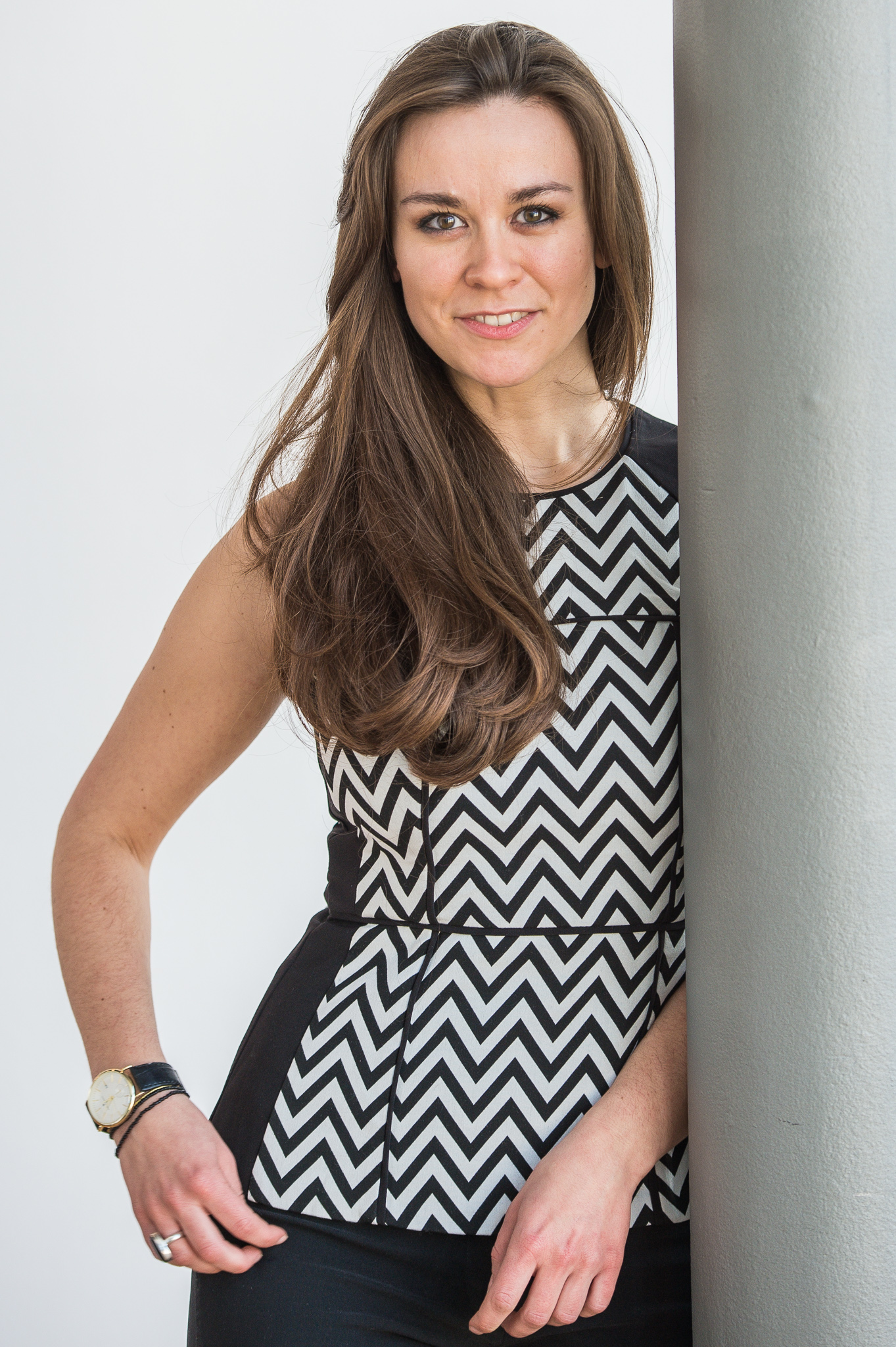
Victoria Sordo (2017)

Victoria Sordo (* 1. August 1985 in Berlin) ist eine deutsche Schauspielerin.

## Leben
2003 bis 2004 nahm sie Schauspielunterricht bei Doug Warhit, Terry Berland und Sharon Chatten. Von 2003 bis 2005 studierte sie Philosophie und Psychologie an der Universität Heidelberg. Von 2005 bis 2007 studierte sie Schauspiel an der Filmschauspielschule Köln. Sie lebt in Berlin.

## Filmografie (Auswahl)
- 2007: Das Haus am Waldesrand
- 2009: Gute Zeiten, schlechte Zeiten
- 2010: Polizeiruf 110: Cassandras Warnung
- 2011: Das unsichtbare Mädchen
- 2013: Da muss Mann durch
- 2013: Tatort: Aus der Tiefe der Zeit
- 2013: Letzte Spur Berlin – Wunschkind
- 2013: Das Glück der Anderen
- 2014: Die Chefin – Landlust
- 2014: Tatort: Niedere Instinkte
- 2015: SOKO 5113 – Der Weg der Leber
- 2015: Metalophobia
- 2016: In aller Freundschaft – Folge 718: Noch einmal von vorne
- 2016: Zielfahnder – Flucht in die Karpaten
- 2016: Hubert und Staller – Ein Tattoo für die Ewigkeit
- 2017: Ein schrecklich reiches Paar
- 2017: Die Kanzlei – Familienbande
- 2017: Am Abend aller Tage
- 2018: Polizeiruf 110: Das Gespenst der Freiheit
- 2018: Der Richter
- 2018: Ein Fall für Dr. Abel – Zersetzt
- 2020: Ein Sommer in Andalusien
- 2020: Fritzie – Der Himmel muss warten
- 2022: Die Heiland – Wir sind Anwalt: Täter, Opfer, Mieter
- 2023: Der Barcelona-Krimi – Absturz